# Monumento al General San Martín y a los Ejércitos de la Independencia
El Monumento al General San Martín y a los Ejércitos de la Independencia, situado en la Plaza General San Martín de la ciudad de Buenos Aires, es un monumento ecuestre en bronce sobre una base de granito pulido rojo que hace honor al héroe nacional argentino, y a cuatro importantes hitos relacionados con la independencia americana: Partida hacia la guerra, la Batalla, la Victoria y El regreso del vencedor.
El conjunto formado por el Libertador sobre el caballo fue el primer monumento ecuestre de la Argentina (inaugurado el 13 de julio de 1862), obra del escultor francés Louis-Joseph Daumas. En cambio los grupos de bronce alrededor del basamento son obra del alemán Gustavo Eberlein, y se inauguraron en 1910.

## Historia

### La estatua ecuestre
En 1859, la Municipalidad de Buenos Aires se enteró de una iniciativa chilena consistente en realizar un monumento conmemorativo al General San Martín. En efecto, en Chile se le había encargado al escultor francés, especialista en caballos, Louis Joseph Daumas, la realización de un monumento ecuestre conmemorativo al Libertador que se emplazaría en la ciudad de Santiago de Chile. Aunque la obra fue terminada por Daumas en 1860, su inauguración recién se realizó el 5 de abril de 1863. 
El hecho es que el gobierno argentino consideró que también debía realizar un homenaje al héroe de la independencia americana así que, en 1860, se formó una comisión destinada a tal fin, compuesta por Joaquín Cazón (Presidente); Constant Santa María (Vicepresidente); Santiago Albarracín (Tesorero); Leonardo Pereira (Secretario); Hilarión Medrano y Manuel Aguirre, que dispuso emplazarlo en el barrio del Retiro, y le encomendó al mismo Daumas una réplica de la estatua destinada a Chile: “En la parte alta y central del paseo, además de las hileras de árboles, bancas y pequeños jardines de ornato laterales, habrá una esplanada que facilitará una hermosa perspectiva (…) habrá una fuente y dos estatuas ecuestres de bronce. Una de ellas será la del General D. José de San Martín …”.

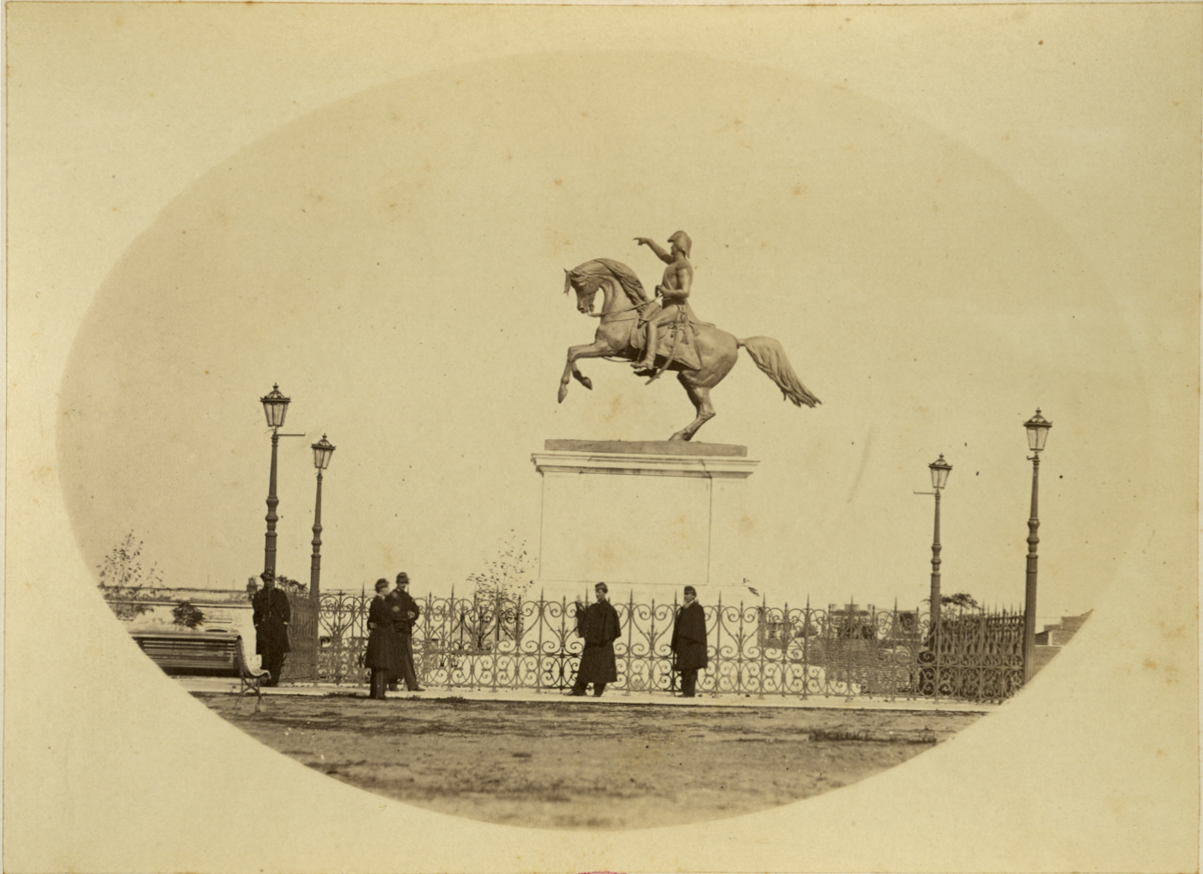
Monumento en Buenos Aires en 1864.

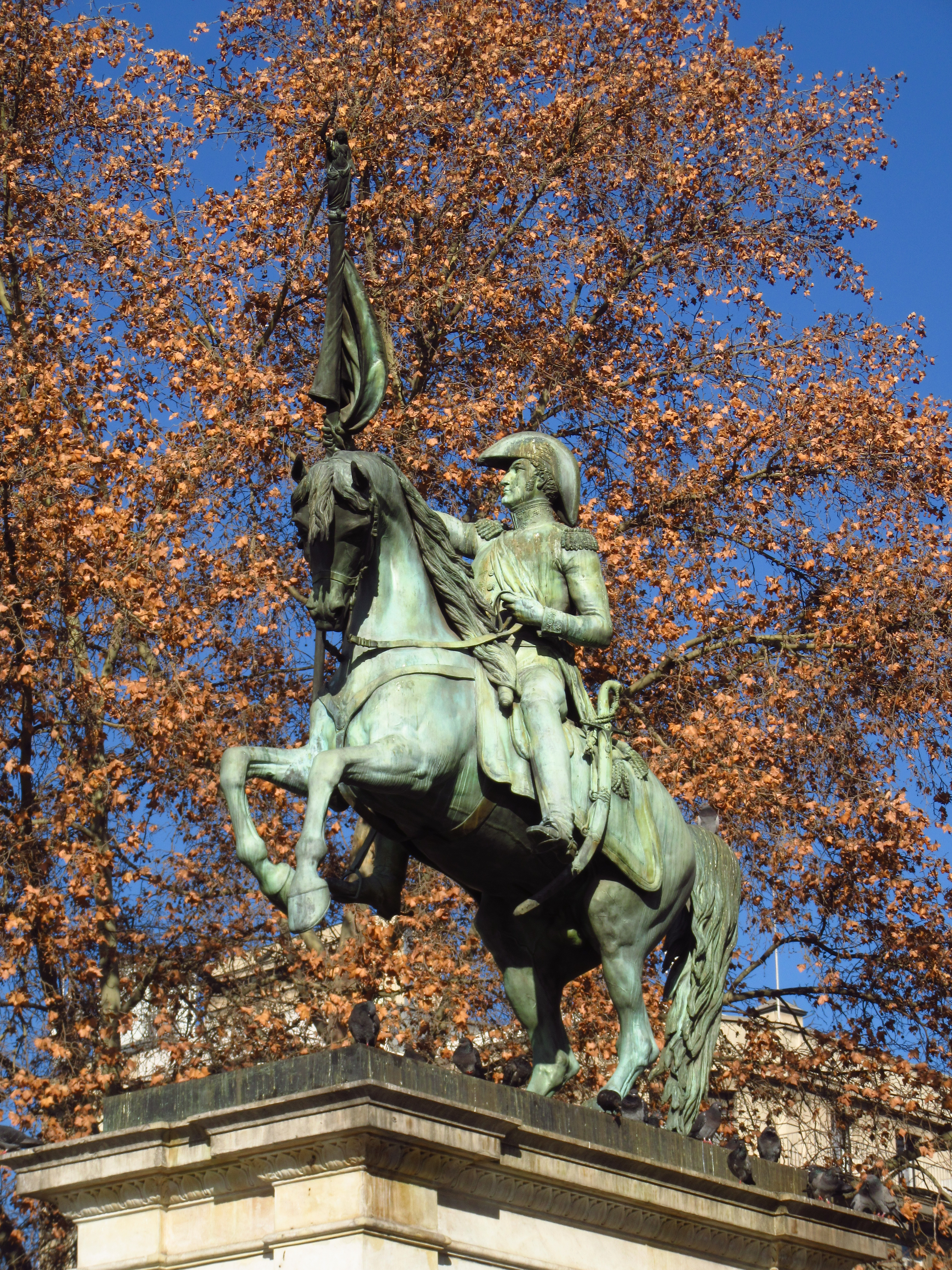
Monumento en Chile.

La estatua tuvo una modificación con respecto al monumento chileno: la cola del caballo no se apoyaba en el plinto, algo que no era posible en el monumento en Chile debido a lo común de los movimientos sísmicos. Además, en la estatua argentina, San Martín fue representado indicando el camino a sus soldados, tal como lo había representado Théodore Gericault en un retrato litográfico de 1819.
La estatua ecuestre llegó desarmada el 13 de abril de 1862. El 11 de julio el gobierno nacional dictó un decreto que entre otras cosas ordenaba:
3° Descubierta la estatua, será inmediatamente saludada con música, dianas, vivas y una salva de 21 cañonazos.
4° Concluida la ceremonia, las tropas se retirarán a sus cuarteles, quedando desde este momento establecido un centinela al pie de a estatua que lo dará la guardia de los cuarteles vecinos”.
Finalmente se la inauguró sobre un basamento de mármol blanco y mirando al este, el 13 de julio de ese año, o sea, varios meses antes que la chilena.

### El basamento, los relieves y las alegorías
En 1909, a un año de la celebración del centenario de la Revolución de Mayo, se le encomendó al alemán Gustavo Eberlein, quien se encontraba en Buenos Aires participando del concurso para la erección de un Monumento a la Independencia, que embelleciera el austero basamento de la estatua y que en la misma plaza San Martín erigiera un monumento a los Ejércitos de la Independencia. El artista aceptó el trato, y comenzó a realizar la obra en su país natal, lo que dificultó la supervisión del mismo. Ernesto de la Cárcova visitó el taller del escultor en enero de 1910 y si bien verificó que la obra estaba muy avanzada, también constató que el carácter de los personajes, la fauna y la flora no reflejaban la verdad histórica y los soldados lucían uniformes napoleónicos que no tenían que ver con los originales. Como la mayoría de los relieves ya habían sido fundidos, sólo se pudieron enmendar algunos errores.
La inauguración oficial del conjunto realizado por Eberlein fue el 27 de mayo de 1910. Se aprovechó entonces para darle la actual orientación, con la estatua mirando al norte. Asistieron entre otros el Presidente de la Nación Argentina, Figueroa Alcorta, el presidente de Chile, delegaciones de los países limítrofes y batallones del ejército.
La obra de Eberlein generó controversia debido a la representación histórica inexacta en el bajorrelieve que ilustra la batalla de Tacuarí y la rendición de Belgrano. Por ejemplo, en el diario La Prensa del viernes 22 de abril de 1910 se dijo:

…el bajorrelieve que se reproduce es un verdadero desconcierto. No hay una idea central, pues la que por tal pretende pasar queda bruscamente excluida, por el contraste del jolgorio que se nota, en el grupo de la cantina que, a su vez, está reñido con la escena vecina de una bandera que se rinde y de un soldado que antes de morir se despide de sus camaradas. La confusión se hace más intensa en el observador, cuando al lado de una madre exuberante y feliz se ve el cuerpo desnudo de un niño, amenazado de ser aplastado por la briosa cabalgadura de uno de esos héroes de actitud inexplicable que el autor ha diseminado en medio de escenas profundamente antagónicas entre sí. En este caso, los cinco grupos bien delimitados que se ven en este bajorrelieve tienen detalles que revelan la habilidad del Sr. Eberlein. Nos complacemos en reconocerlas ya que hemos debido expresar nuestro juicio absolutamente adverso a estas obras…

En La Nación, del 9 de mayo de 1926, el pintor, crítico e historiador argentino Eduardo Schiaffino comentó:

Los personajes que ha puesto en torno de San Martin no son argentinos, no son ni siquiera latinos, son simples ilustraciones de semanario… el general San Martín de nuestra infancia estaba mejor solo”.

En cuanto al estado actual del Monumento a San Martín, ha sido víctima de varios vandalismos y robos, en especial en el año 2021, en que le sustrajeron diferentes piezas de bronce, como sables, coronas de laureles y yelmos. Para prevenir futuros saqueos, se decidió resguardar la escultura detrás de 50 paños de rejas de 3,3 m de alto por 2 m de largo cada una, y las piezas robadas se reemplazaron con material resistente a robos y que simulan bronce, como cemento mezclado con resina. También se implementaron medidas de seguridad, como rejas y cámaras.

## Descripción y características

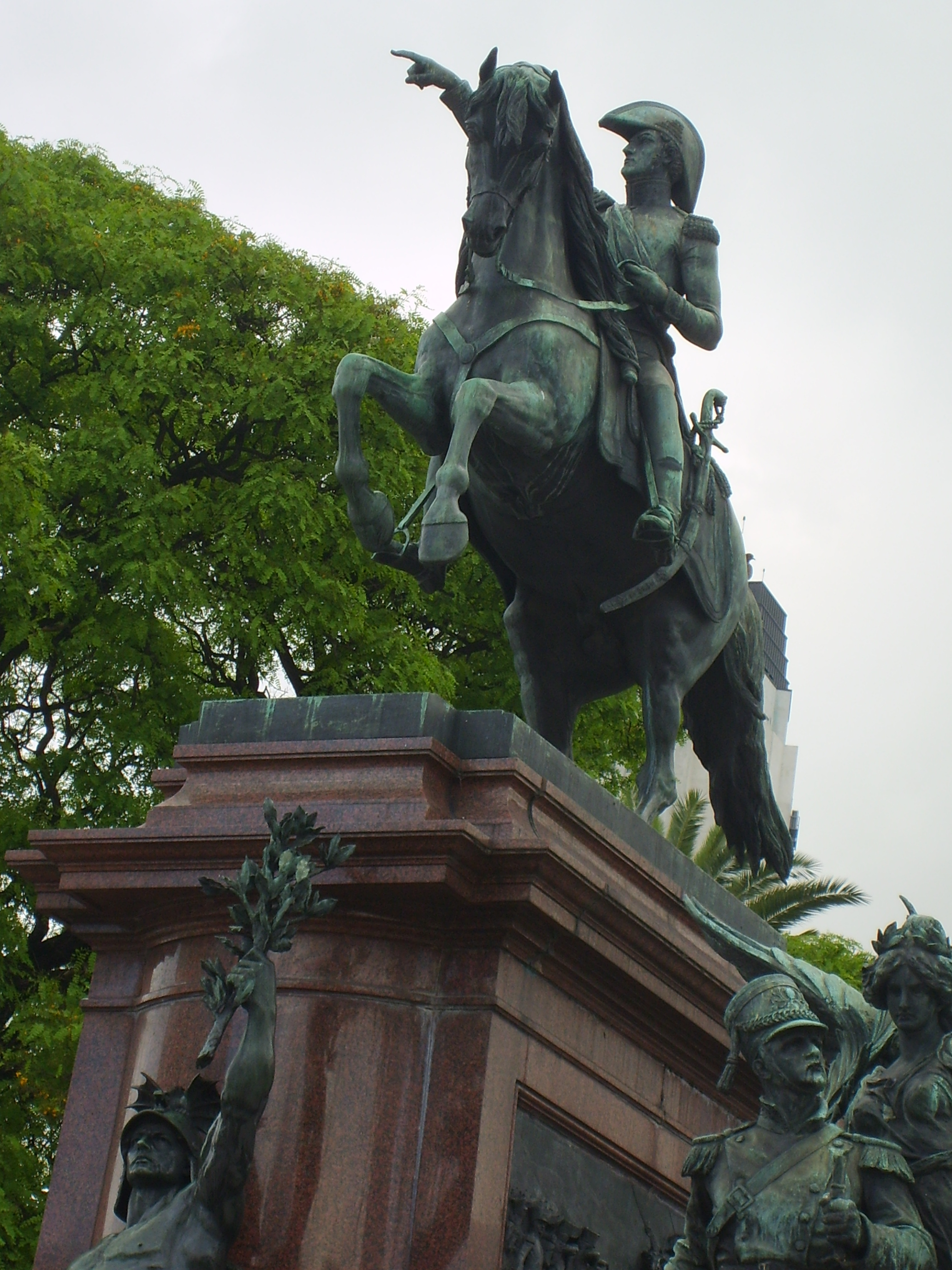
La estatua ecuestre hoy.

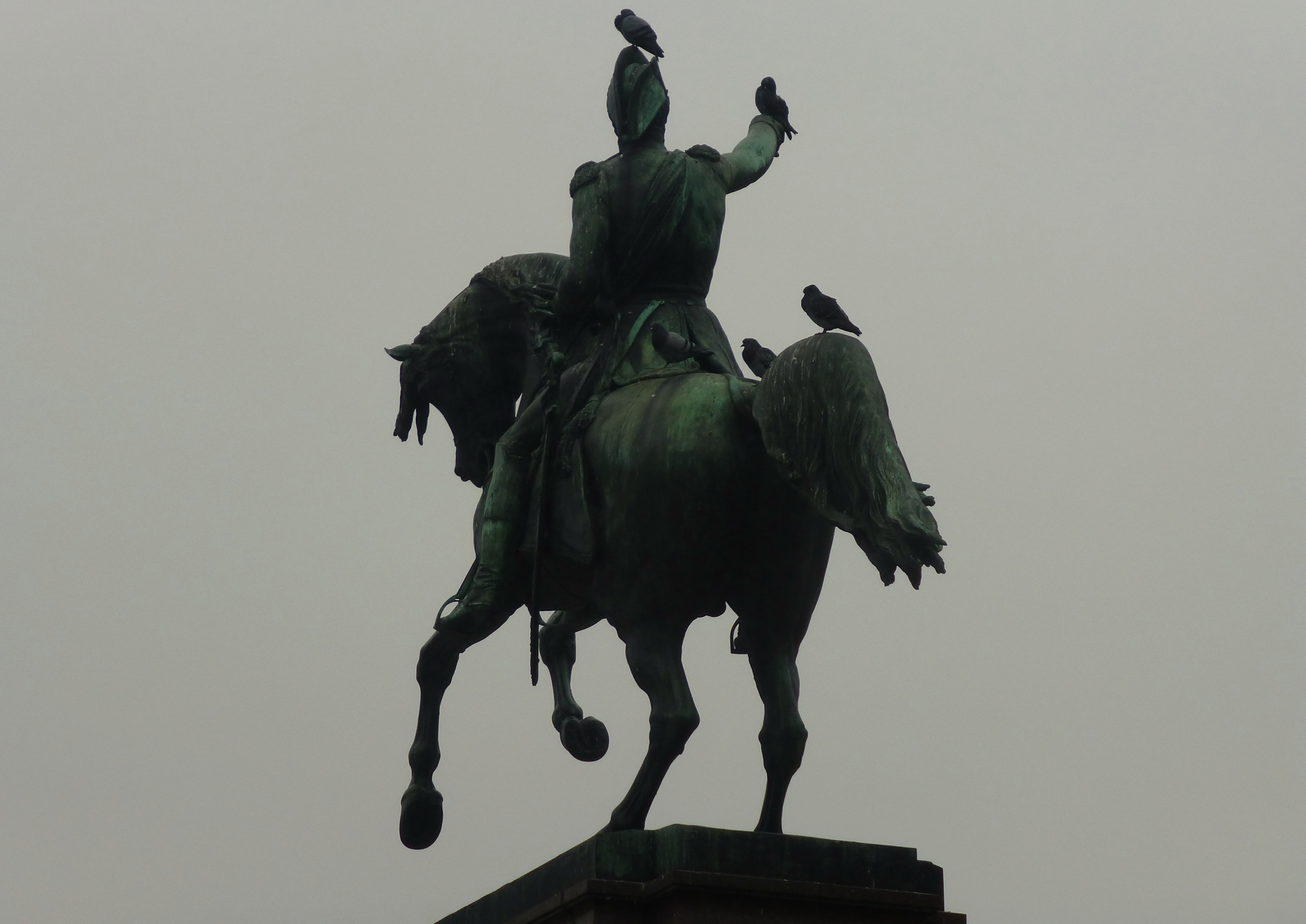
Detalle trasero de la estatua.

Se encuentra situado en la plaza en el lugar que alguna vez ocupó el llamado "Campo de Marte", donde el general San Martín organizara el escuadrón de Granaderos a Caballo.
Daumas se basó en un retrato de la bandera que la hija del General, Mercedes, tenía en Francia, en la que el militar era aún joven. Por ello en el monumento aparenta tener unos treinta a cuarenta años. Se lo ve afeitado y con las patillas cortas. Tanto su vestimenta, como su sable corvo y su montura son una representación fiel de los verdaderos, pues sus familiares los habían conservado después de su muerte. Se lo ve en una actitud serena, con su brazo derecho extendido señalando el camino.
La base realizada por Eberlein, escultor romántico, es de granito rojo dragón pulido. En los distintos frentes se observan los siguientes grupos de bronce:
- La Partida: se trata de un soldado y un civil que junto a ellos y en el suelo tienen una bandera y un parche roto de tambor.
- La Batalla: un soldado caído, otro sosteniendo fuertemente la bandera, y una cureña del cañón rota.
- La Victoria: una alegoría femenina, con alas, que se encuentra coronando a un soldado. A los pies del soldado hay una canasta con frutos representando la abundancia.
- El Regreso: un soldado abraza a una mujer. Junto a sus pies se observa una corona de laurel.

En el frente del fuste y debajo de la figura ecuestre se destaca el Dios Marte sosteniendo con su pierna izquierda al Cóndor, representando "La Victoria".
En la parte elevada del basamento se encuentran los relieves que hacen referencia a las tres más importantes acciones militares del Libertador: el Combate de San Lorenzo, la batalla de Chacabuco y la de Maipú.
En la base del plinto hay cuatro relieves apaisados: El paso de los Andes, La Proclamación de la Independencia del Perú, la Batalla de Salta y la Toma de Montevideo. Por último hay algunos otros elementos que adornan la obra, como laureles, cascos, palmetas etc, articulando los relieves en bronce con las partes en granito.
Con respecto al relieve de la batalla de Salta es importante señalar que en principio se llamaba Batalla de Tacuarí, pero la Comisión del Centenario le dio la razón a Eduardo Schiaffino: no tenía sentido que en el monumento se recordase a una derrota que le costó una corte marcial al general Belgrano.  Eberlein se defendió  señalando que en realidad se trataba de la Batalla de Salta y que había sido su ayudante el que erróneamente colocó el nombre de la batalla de Tacuarí.  Sin embargo, la ilustración tampoco coincide con el hecho histórico: en efecto, al finalizar la batalla en Salta, Belgrano trató de no humillar al jefe de los realistas, el peruano Pío Tristán, que había sido amigo del prócer argentino cuando estudiaban en España. Lo que hizo Belgrano fue abrazarlo delante de las tropas formadas y no de a caballo como se lo ve en el bajorrelieve. Aun así, debido a la falta de tiempo para corregir el error antes de la inauguración, no se realizaron cambios en ese momento ni hasta hoy.
También se cuestionó en su momento que se haya incluido la Toma de Montevideo, efectuada por Carlos María de Alvear, que en ese entonces era enemigo de San Martín. Si bien se trató de una gran victoria estratégica, no fue el momento más glorioso del ejército patriótico, debido principalmente a algunas conductas poco claras de Alvear, que no cumplió con lo que había prometido.

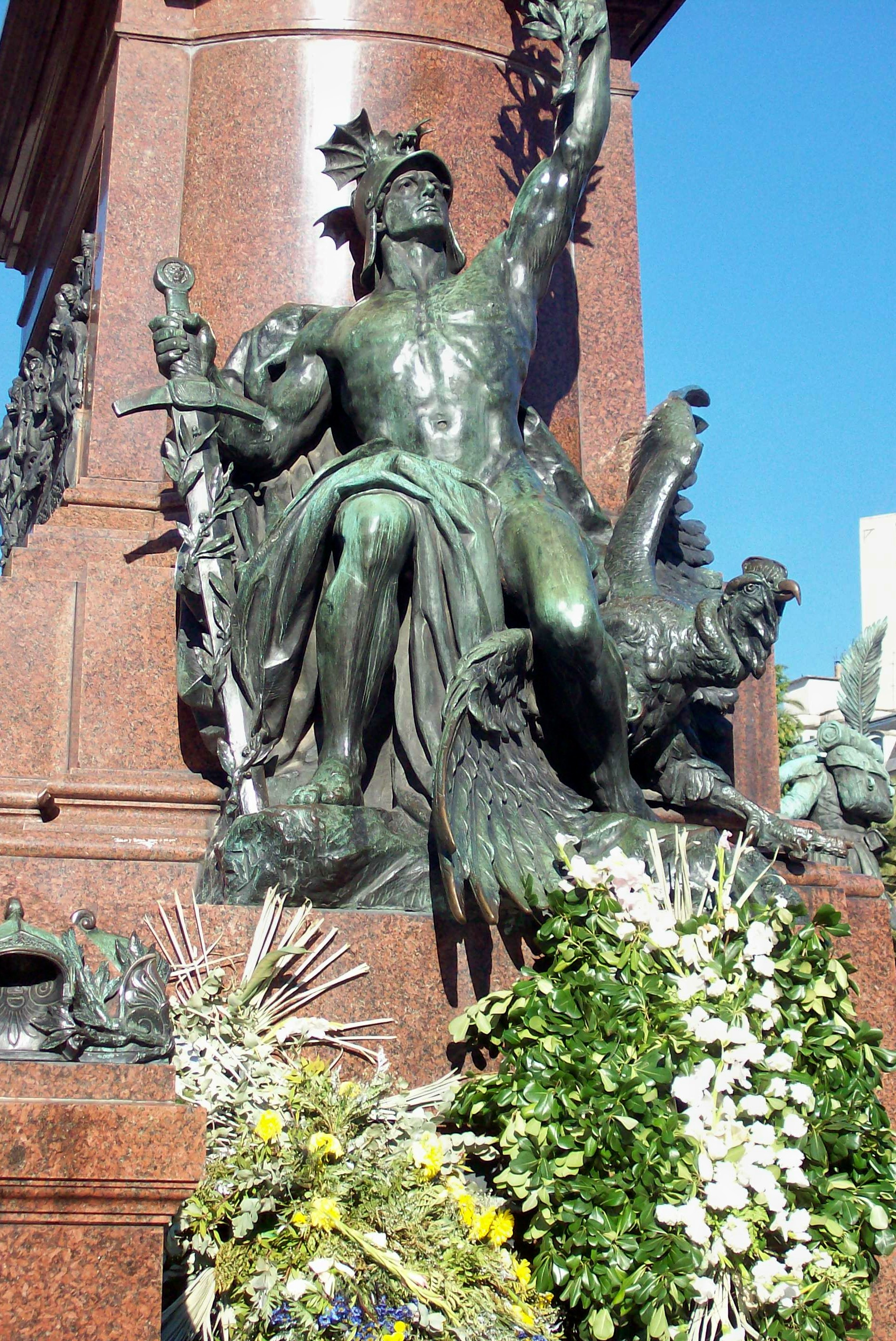
El Dios Marte.
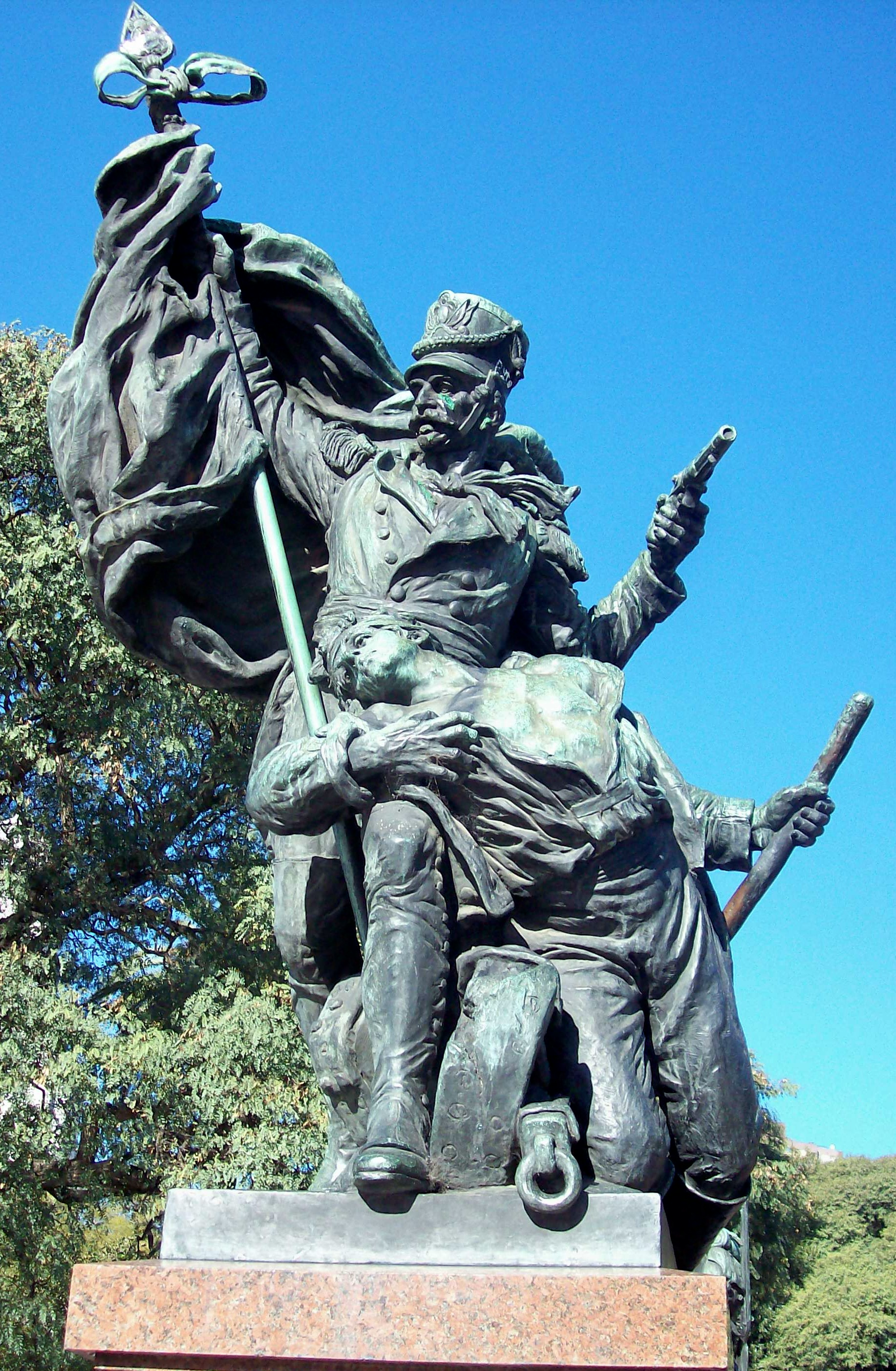
La Batalla.
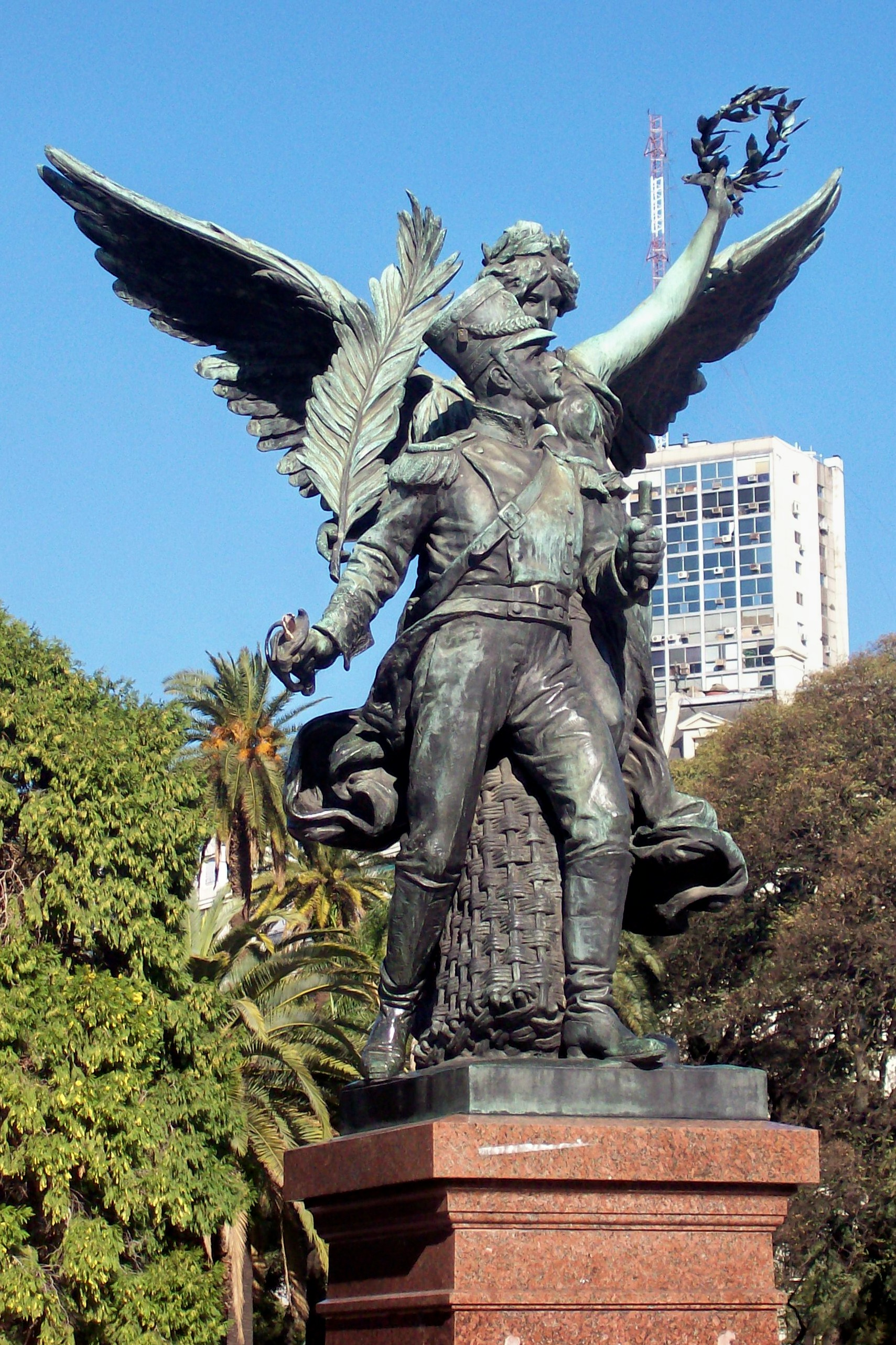
La Victoria.
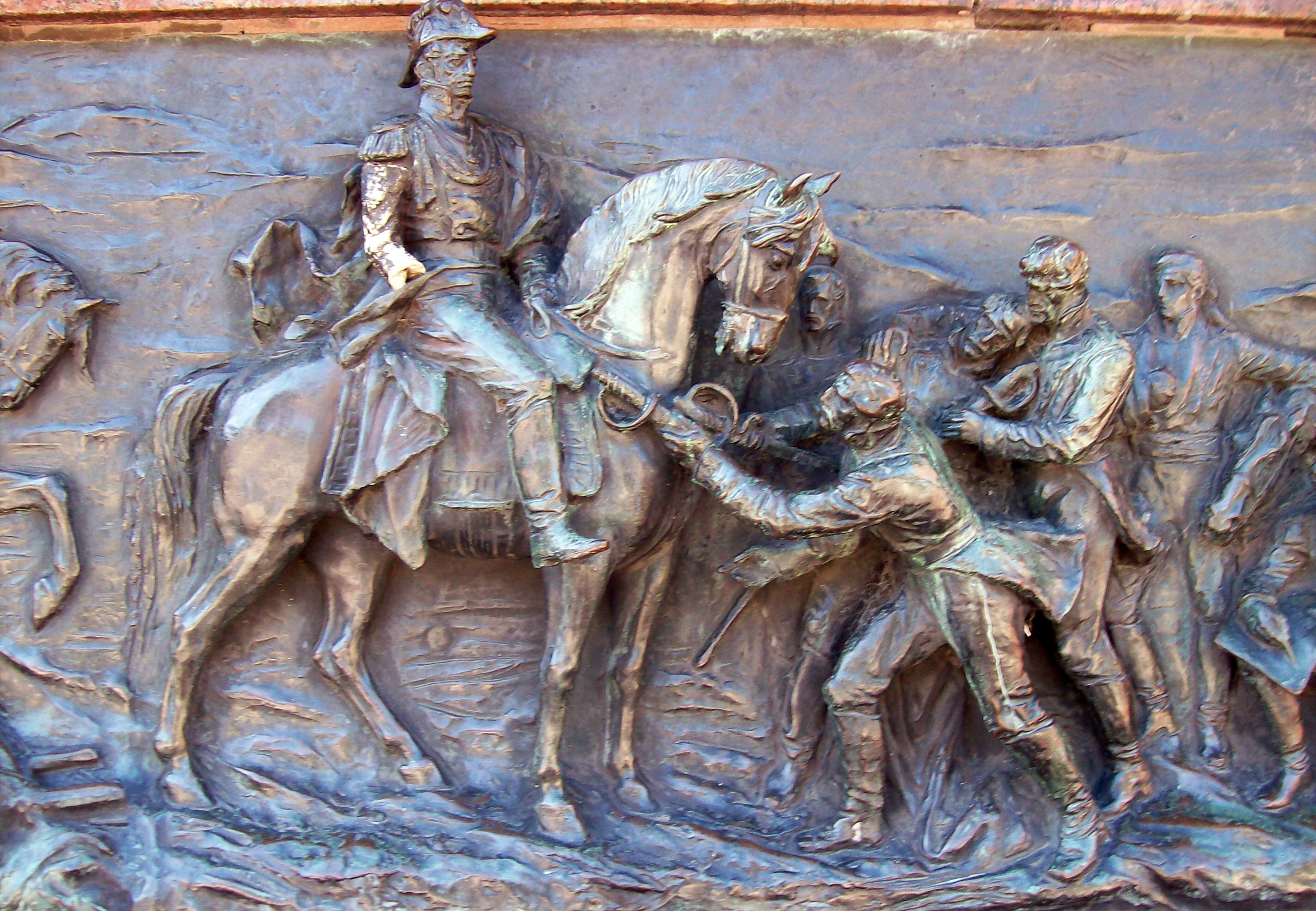
La Batalla de Salta.

## Copias

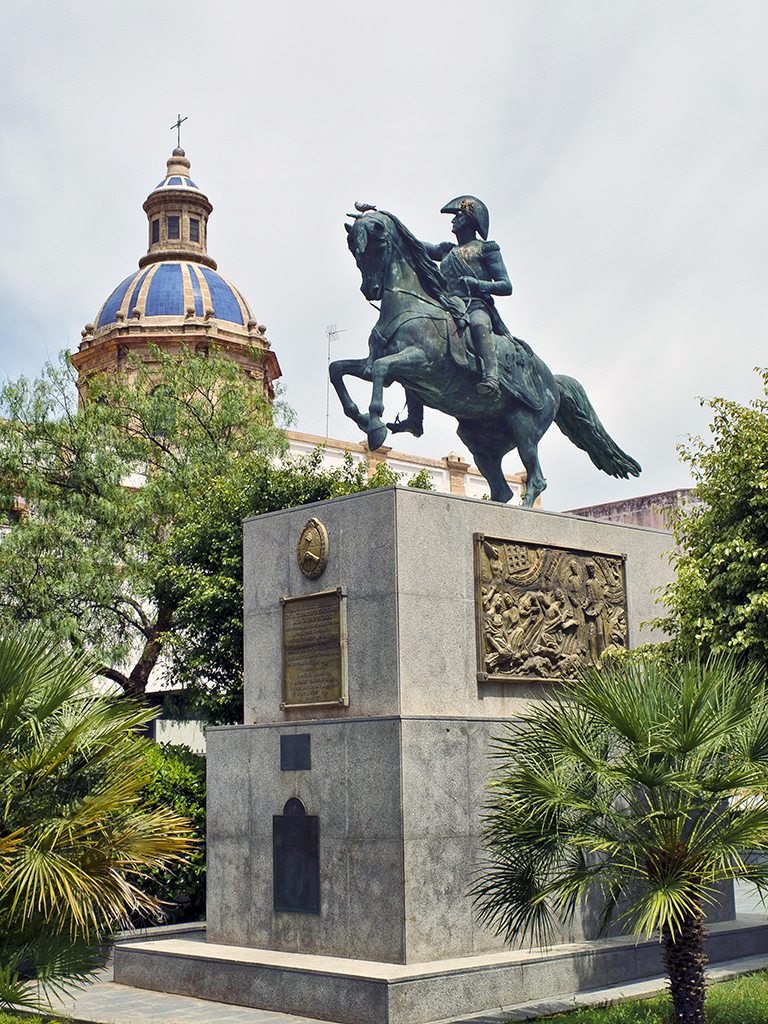
Copia del monumento en Cádiz

Según el Instituto Nacional Sanmartiniano, existen 57 copias de la escultura en distintas ciudades del territorio argentino, y más de una docena en algunas de las principales ciudades del mundo.